# Chlorophytum aridum
Chlorophytum aridum är en sparrisväxtart som beskrevs av Anna Amelia Obermeyer. Chlorophytum aridum ingår i släktet ampelliljor, och familjen sparrisväxter. Inga underarter finns listade i Catalogue of Life.